# غابرييل توريس
غابرييل توريس هو لاعب كرة قدم برازيلي في مركز الوسط، ولد في 1 أغسطس 1996 في سالفادور في البرازيل. لعب مع هارتفورد أتلتيك.